# Krasnoarmejskoe (Oblast' di Samara)
Krasnoarmeyskoe (conosciuto come "Koldyban" fino al 1965) è un villaggio nella regione di Samara, centro amministrativo del distretto di Krasnoarmeyskij. È anche il centro amministrativo dell'insediamento rurale di Krasnoarmeyskoe.

## Geografia
Situato alla confluenza dei fiumi Bol'šaja Vjazovka e Malaja Vjazovka, 53 km a sud di Samara e 35 km a sud-est di Čapaevsk. L'autostrada Samara-Pestravka passa attraverso il villaggio, nel villaggio partono le strade che portano al villaggio di Kirovskij e a Jablonovyj Ovrag.

## Storia
Fondata nel XVIII secolo. Nel 1965, con decreto del Presidium del Soviet Supremo della RSFSR, il Koldybanskij rajon dell'oblast' di Kujbyšev fu ribattezzato distretto di Krasnoarmeyskij e il suo centro, il villaggio di Koldyban', nel villaggio di Krasnoarmeyskoe.